# Artasches Minassjan
| Armenische Schrift                    | Արտաշես Մինասյան  |
| Kyrillische Schrift                   | Арташес Минасян   |
| Wissenschaftliche Transliteration     | Artašes Minasyan  |
| Schreibweise des Weltschachbunds FIDE | Artashes Minasian |

Artasches Minassjan (* 21. Januar 1967 in Jerewan) ist ein armenischer Großmeister im Schach.

## Erfolge
- Meister der Armenischen SSR 1990
- Meister der UdSSR 1991
- Sieger des New York Open 1998[1]
- Armenischer Meister 1992 (geteilt mit Aschot Anastassjan), 1993, 1995, 2004, 2006

## Nationalmannschaft
Minassjan nahm mit der armenischen Nationalmannschaft an allen neun Schacholympiaden von 1992 bis 2008 teil und gewann diese 2006 und 2008. 1992, 2002 und 2004 erreichte er mit der Mannschaft den dritten Platz. An der Mannschaftsweltmeisterschaft nahm er 1993, 1997 und 2001 teil. Mit der Mannschaft erreichte er 1997 und 2001 den dritten Platz, in der Einzelwertung hatte er 1997 das drittbeste Ergebnis am vierten Brett und 2001 das zweitbeste Ergebnis am zweiten Reservebrett. Außerdem nahm er an drei Mannschaftseuropameisterschaften (1992, 1997 und 1999) teil, er gewann diese 1999 mit der Mannschaft und erreichte 1997 den dritten Platz.

## Vereine
In der armenischen Mannschaftsmeisterschaft spielte Minassjan 2005 für MIKA Jerewan, 2006 bis 2009 für Bank King Jerewan und 2014 für Politekhnik Jerewan. Er wurde 2005, 2006 und 2007 armenischer Mannschaftsmeister. Am European Club Cup nahm er 1993 mit Dinamo Hayastan, 1995 bis 1997 mit Jerewan und 2006 bis 2008 mit Bank King Jerewan teil. Er gewann 1995 mit der Mannschaft und erreichte 2006 mit 6 Punkten aus 6 Partien das beste Einzelergebnis am sechsten Brett.